# Mustaladva soo
Mustaladva soo är en sumpmark i Estland.   Den ligger i landskapet Ida-Virumaa, i den östra delen av landet, 170 km öster om huvudstaden Tallinn.